# Lluís-Carles Viada i Lluch
Lluís-Carles Viada i Lluch (Barcelona, 1863 - 1938) fou un escriptor i lexicògraf català, acadèmic de l'Acadèmia de Bones Lletres de Barcelona.

## Biografia
Interessat per la literatura i la lexicografia des de ben jove, va col·laborar a La Creu del Montseny, Lo Pensament Català i Almanac de lo Teatre Catòlic. L'any 1889 dirigí a Vic el periòdic carlí La Comarca Leal i el 1894 a Sarrià el setmanari El Sarrianés. També va col·laborar en altres publicacions carlines com El Correo Catalán, Biblioteca Popular Carlista, El Correo Español i d'altres.
Fou cofundador de la Societat Catalana de Bibliòfils, i va destacar pel seu estudi sobre lexicografia Observaciones al Diccionario de la Real Academia (1887). També va publicar llibres de poesia tant en català (Flors de tardor) com en castellà (Pasionarias, Elegíacas), traduí obres de Jacint Verdaguer al castellà i va fer edicions crítiques d'obres de Miguel de Cervantes. Fou admès com a acadèmic de l'Acadèmia de Bones Lletres de Barcelona. En la seva darrera obra, Los que no leen a Cervantes (1935) va fer un inventari dels verbs, adverbis, substantius i frases usades al Quixot.
En les eleccions al Parlament de Catalunya de 1932 fou candidat per Barcelona de la llista monàrquica carlina i alfonsina Dreta de Catalunya. L'any 1935 apareixia com a director d'Ilustración Católica (La Hormiga de Oro) fins a la desaparició de la revista l'any següent després de la sublevació del 18 de juliol. Va morir durant la Guerra Civil espanyola, després de rebre una pallissa per part de milicians.

## Obres
- Ensanyos poéticos (1884)
- Observaciones al Diccionario de la Real Academia (1887)
- Calderón propagandista del Quijote (1905)
- L'Estampa barcelonina d'En Pere i d'En Pau Malo davant de la rectoria del Pi (1919)
- Biografía del segundo director y propietario de El Correo Catalán, Don Luis María de Llauder, leída en el solemne acto de descubrir su retrato, celebrado en el Palau de la Música Catalana de Barcelona, a 27 de Marzo de 1927 (1927)
- Del amor al libro. Aforismos rimados (1927)
- Los que no leen a Cervantes (1935)